# Kršitev avtorskih pravic
Kršenje pravic razširjanja (angleško Copyright infringement) je vsako neavtorizirana raba avtorsko zaščitenega materiala na tak način, da krši avtorjeve avtorske pravice (npr. pravica do reproduciranja in razširjanja zaščitenega dela oz. delati derivate na osnovi zaščitenega dela).